# Kim Clarke

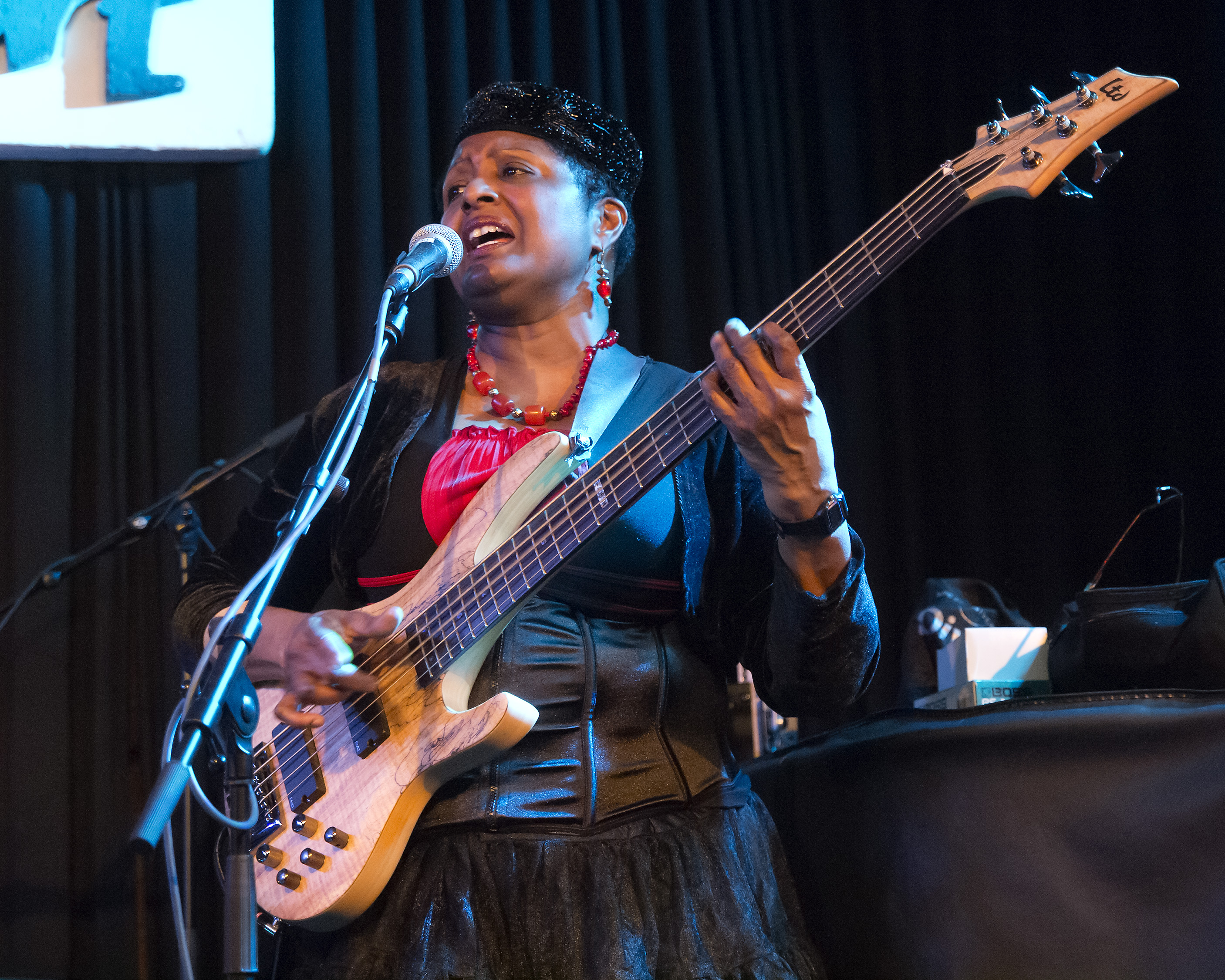
Kim Clarke im Jazzclub Unterfahrt (München 2012)

Kim Clarke (* 14. November 1954 in New York City) ist eine US-amerikanische Jazzbassistin (E-Bass, Kontrabass) und Musikpädagogin.

## Leben
Clarke stammt aus einer musikalischen Familie; ihr Großvater Henry „Hy“ Clarke, Sr. war ein Posaunist und Bassist. Nach dem Studium der Kommunikationswissenschaft (City College of New York) und Musik (Long Island University) in New York (B.A.) spielte sie mit Barry Harris und Art Blakey zusammen, aber auch mit dem M-Base Collective. In Europa ist sie besonders aufgrund ihrer langjährigen Zugehörigkeit zu Joseph Bowies Defunkt bekannt geworden (sie ist an 17 LPs und CDs der Gruppe beteiligt). Als Kontrabassistin tourte sie 1986 und 1987 mit Joe Henderson. Im Laufe der Jahre hat sie auch mit den folgenden Jazzmusikern gespielt und aufgenommen: Yusef Lateef, Oliver Lake, Jack McDuff, Urszula Dudziak, George Gruntz, Rachel Z, James Blood Ulmer, Marilyn Mazur, Wallace Roney, Cindy Blackman, Annie Whitehead, Herb Robertson, Sibylle Pomorin, Teri Thornton und Bertha Hope. Weiterhin hat sie in der Kit McClure Big Band und mit dem National Black Theatre gearbeitet. Außerdem ist sie in der New Yorker Latin-Jazz-Szene aktiv. Zuletzt ist sie im Jimi Hendrix Projekt von Christy Doran mit Erika Stucky und Fredy Studer und als Bassistin von Charles Davis in Europa aufgetreten.
2003, 2004 und 2005 war Clarke eine der Produzentinnen des LADY GOT CHOPS Women’s Month Jazz Festival (Brooklyn’s Newest Jazz Cafe).